# Giochi mondiali militari invernali
I Giochi mondiali militari invernali, organizzati dal Conseil International du Sport Militaire, sono una manifestazione multisportiva riservata ad atleti militari. La prima edizione si è tenuta in Valle d'Aosta dal 20 al 25 marzo 2010, la seconda ad Annecy, in Francia, nel 2013.

## Edizioni
| Anno | Edizione | Paese         | Date                                          | Nazioni                                       | Atleti                                        | Atleti                                        | Atleti                                        | Sport                                         | Eventi                                        | Vincitore del medagliere                      |
| Anno | Edizione | Paese         | Date                                          | Nazioni                                       | Uomini                                        | Donne                                         | Totale                                        | Sport                                         | Eventi                                        | Vincitore del medagliere                      |
| ---- | -------- | ------------- | --------------------------------------------- | --------------------------------------------- | --------------------------------------------- | --------------------------------------------- | --------------------------------------------- | --------------------------------------------- | --------------------------------------------- | --------------------------------------------- |
| 2010 | 1        | Valle d'Aosta | 20-25 marzo                                   | 43                                            |                                               |                                               | 800                                           | 6                                             | 28                                            | Italia                                        |
| 2013 | 2        | Annecy        | 24-29 marzo                                   | 40                                            |                                               |                                               | 1000                                          | 8                                             | 36                                            | Francia                                       |
| 2017 | 3        | Soči          | 24-27 febbraio                                | 25                                            |                                               |                                               | 402                                           | 7                                             | 44                                            | Russia                                        |
| 2022 | 4        | Berchtesgaden | Cancellati a causa della pandemia di COVID-19 | Cancellati a causa della pandemia di COVID-19 | Cancellati a causa della pandemia di COVID-19 | Cancellati a causa della pandemia di COVID-19 | Cancellati a causa della pandemia di COVID-19 | Cancellati a causa della pandemia di COVID-19 | Cancellati a causa della pandemia di COVID-19 | Cancellati a causa della pandemia di COVID-19 |
| 2025 | 5        | Berna         | N.D.                                          | N.D.                                          | N.D.                                          | N.D.                                          | N.D.                                          | N.D.                                          | N.D.                                          | N.D.                                          |

### Categoria cadetti
Le edizioni della categoria cadetti sono state le seguenti.
| Anno | Edizione | Paese           | Date        | Nazioni | Atleti | Atleti | Atleti | Sport | Eventi | Vincitore del medagliere |
| Anno | Edizione | Paese           | Date        | Nazioni | Uomini | Donne  | Totale | Sport | Eventi | Vincitore del medagliere |
| ---- | -------- | --------------- | ----------- | ------- | ------ | ------ | ------ | ----- | ------ | ------------------------ |
| 2010 | 1        | Ankara          |             |         |        |        |        |       |        |                          |
| 2014 | 2        | Quito           |             |         |        |        |        |       |        |                          |
| 2022 | 3        | San Pietroburgo | 4–12 agosto | 20      |        |        |        | 7     |        | Russia                   |

## Medagliere complessivo
Aggiornato ai III Giochi invernali di Soči
| Posizione | Nazione       |    |    |    | Tot. |
| --------- | ------------- | -- | -- | -- | ---- |
| 1         | Russia        | 29 | 16 | 14 | 59   |
| 2         | Italia        | 25 | 19 | 18 | 62   |
| 3         | Francia       | 24 | 21 | 20 | 65   |
| 4         | Cina          | 6  | 11 | 8  | 25   |
| 5         | Austria       | 6  | 11 | 6  | 23   |
| 6         | Svizzera      | 5  | 6  | 5  | 16   |
| 7         | Slovenia      | 4  | 4  | 5  | 13   |
| 8         | Norvegia      | 2  | 5  | 2  | 9    |
| 9         | Germania      | 2  | 3  | 7  | 12   |
| 10        | Polonia       | 2  | 0  | 1  | 3    |
| 11        | Corea del Sud | 2  | 0  | 0  | 2    |
| 12        | Bulgaria      | 1  | 4  | 2  | 7    |
| 13        | Estonia       | 1  | 1  | 0  | 2    |
| 14        | Spagna        | 1  | 0  | 2  | 3    |
| 15        | Finlandia     | 0  | 1  | 5  | 6    |